# Gonçalo Feio
Gonçalo Feio (Lisboa, 17 de janeiro de 1990) é um treinador português, nascido em 17 de janeiro de 1990 em Lisboa.[carece de fontes?]

## Carreira
Em 10 de abril de 2024 passou a comandar o Légia Varsóvia.

Em 2 de maio de 2025 conquistou a Copa da Polónia de Futebol.